# Peter Tonger

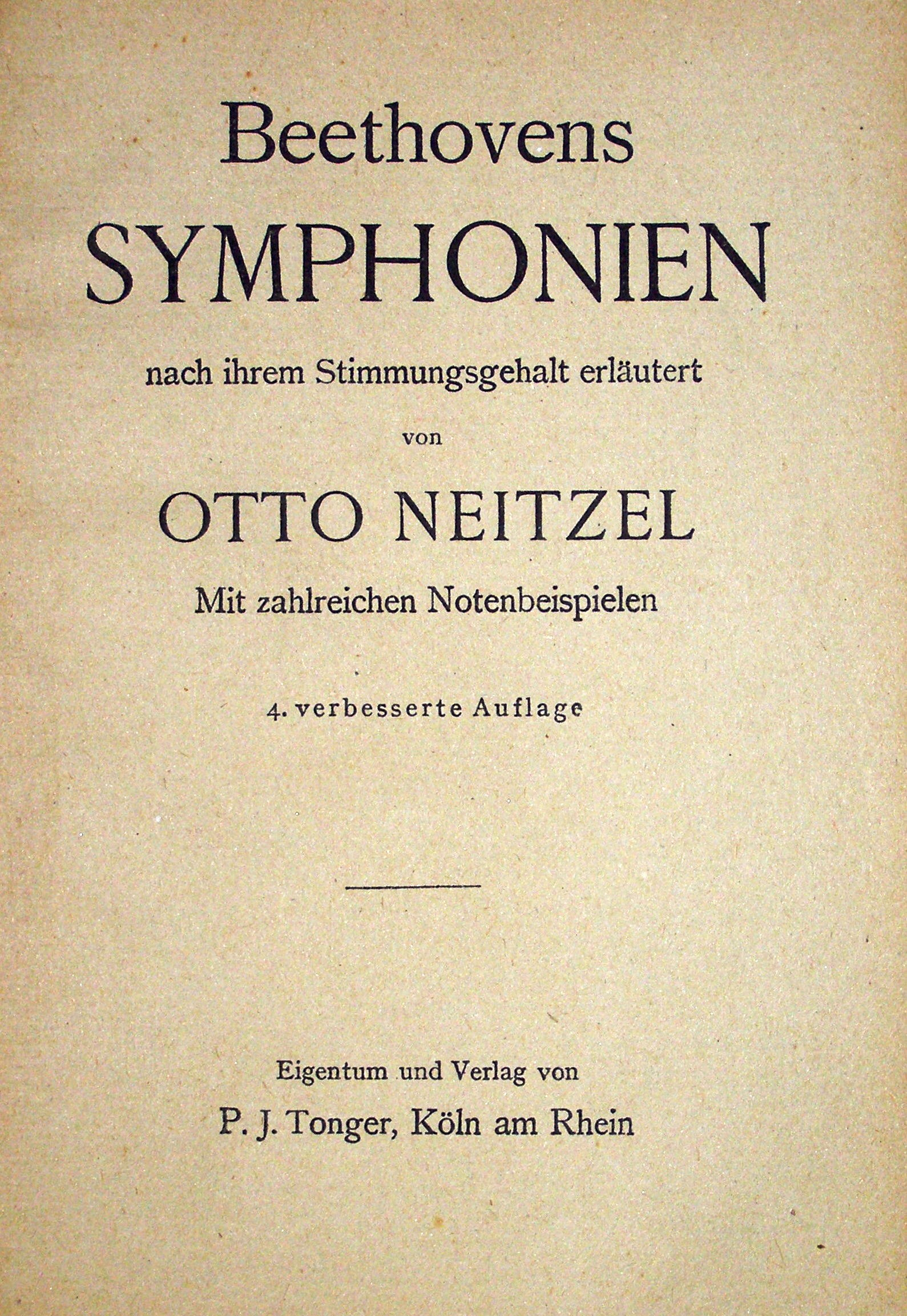
Publikation des Verlags P.J. Tonger von Otto Neitzel: Über Beethovens Symphonien, nach ihrem Stimmungsgehalt erläutert (ca. 1890)

Peter Tonger (* 22. März 1937) ist ein deutscher Musikverleger, Chorleiter und Rezitator.

## Leben und Wirken
Peter Tonger, einer von zwei Söhnen von Herta Tonger, geborene Crous, und des im Kölner Stadtteil Rodenkirchen ansässig gewesenen Musikverlegers Peter Josef Tonger, stammt aus einer Kölner Verlegerfamilie; die (spätere) Edition Tonger wurde 1822 von Augustin Josef Tonger (1801–1881) gegründet. Er besuchte das Gymnasium Kreuzgasse in Köln und absolvierte eine Lehre im Musikalienhandel in Freiburg im Breisgau, gefolgt vom Studium der Schulmusik in Berlin und einem Volontariat in einem Wiener Musikverlag, bevor ihn 1965 sein Vater Peter Josef Tonger (III) (genannt Hans; 1902–1989) als Gesellschafter in den Verlag aufnahm. Nach dem Tode seines Vaters 1989 übernahm Peter Tonger, nunmehr in fünfter Generation, die Leitung des Verlages. Zu dessen Autoren gehören u. a. Jürg Baur, Violeta Dinescu, Jindřich Feld, Georg Katzer, Richard Rudolf Klein, Hans Georg Pflüger, Iris Szeghy, Dimitri Terzakis und Stanley Weiner.
Tonger, der bis 2011 Vizepräsident des Landesmusikrats NRW war, leitet seit 1975 einen Gesangverein, das Männer-Quartett „Frohsinn“ 1925 in Köln-Immendorf. Als Rezitator trat Tonger in Köln u. a. mit Lesungen von Marcel Prousts Eine Liebe Swanns und aus Jonathan Franzens Die Korrekturen hervor.